# Emil Assad Rached
Emil Assad Rached, né le 20 juin 1943 à Vera Cruz, au Brésil et décédé le 15 octobre 2009, à Campinas, au Brésil, est un ancien joueur brésilien de basket-ball. Il évolue durant sa carrière au poste de pivot.

## Palmarès
- 3e du championnat du monde 1967
- Vainqueur des Jeux panaméricains de 1971